# I ragazzi di Torino sognano Tokyo e vanno a Berlino
I ragazzi di Torino sognano Tokyo e vanno a Berlino és una pel·lícula italiana del 1986 dirigida per Renzo Badolisani.

## Argument
El Vincenzo i el Luciano són dos amics de Torí, apassionats del Japó, que planegen organitzar un espectacle musical amb el nom de "granita elettronica". Per tenir èxit en el seu objectiu decideixen reunir el seu grup d'amics per rebre suport i col·laboració. Aleshores van cridar a la Laura per encarregar-se de la música, la Viviana per a l'escenografia i el Colbi per a la lletra. Tanmateix, els problemes no es faran esperar, començant pel precari equilibri dels dos promesos Luciano i Viviana, fins als problemes existencials de Colbi fins a Vincenzo que en un moment determinat decideix marxar de Torí cap a Berlín.

## Repartiment
- Vincenzo Badolisani: Vincenzo
- Luciano Dario: Luciano
- Cristina Giachino:
- Maurizio Costa:
- Roberto Cortese:
- Paolo Badolisani:
- Edoardo Di Mauro:
- Luisa Tomasi:
- Mercurio Lo Grasso:
- Claudia Venica

## Producció
Renzo Badolisani va començar a fer la pel·lícula a principis dels vuitanta fins que, per manca de fons, es va veure obligat a aturar-se. Després d'haver rebut el suport de Roberto Faenza i de la Cooperativa Jean Vigo, finalment el va poder acabar per a principis de 1986.

## Rodatge
La pel·lícula es va rodar íntegrament a la ciutat de Torí i per a algunes escenes de la seva província.

## Banda sonora
L'argument de la pel·lícula es basa principalment en la passió dels protagonistes per la música electrònica, per tant a la banda sonora hi ha moltes cançons new wave i post punk.
1. Intelligence Dept. - Sleeping City - 6:26
2. Plastic Trash - All Before You - 4:52
3. Go Flamingo - Sonic Beat - 3:12
4. N.O.I.A. - Try And See - 7:46
5. Kirlian Camera - Edges - 3:50
6. A.I.M. - So Evil (Close To The Edge) - 4:43
7. Gaznevada - Blue TV Set - 3:10
8. Kirlian Camera - Blue Room - 4:48
9. N.O.I.A. - Do You Wanna Dance? - 6:20
10. Funky Family - Funky Is On - 6:20
11. Tuxedomoon - Prelude - 1:20
12. Stray King - Mirror Life - 3:25
13. Monuments - Ice Age - 4:12
14. EP4 - Many Thank To Grinskip In Thang
15. Mauvis - Gheishe
16. Ancien Régime - Blind's Race
17. Giuseppe Verdi - Rigoletto

## Distribució
La pel·lícula es va estrenar als cinemes italians el 16 de maig de 1986.

## Mitjans domèstics
Es va distribuir un casset de vídeo VHS General Video per al circuit de vídeo domèstic.

## Crítica
| « | "La mescla cultural cobdiciosa i precipitada del món dels nens també és exemplar (el director es defineix com a 'metropolità integrat'). Una combinació de tradicionalisme, anarquisme, pensament feble, victimisme, transavantguarda, nostàlgia de l'ordre (Tòquio) i comunitat (Berlín). És la història de dos amics, Vincenzo i Luciano, que fan un espectacle basat en suggeriments japonesos; però l'amor agressiu de Cristina Giachino amenaça de dividir-los; per sort marxen junts a Berlín fugint de la força de la feminitat, restablint almenys ideològicament una dominació viril i homosexual). La primera part és molt tosca i ingènua, la segona part més astuta i articulada. El doblatge professional fa un cert efecte, certes coses són excessives, com la prostituta explícitament bolonyesa. Fins i tot l'artista Mercurio té un accent estrany, però el més interessant del personatge és que s'emociona amb les fotos del crític d'art Bonito Oliva nu. Pel que fa a Cristina Giachino, també té avantatge sobre Stefania Sandrelli: la seva edat." | » |